# Robert Sedlaczek

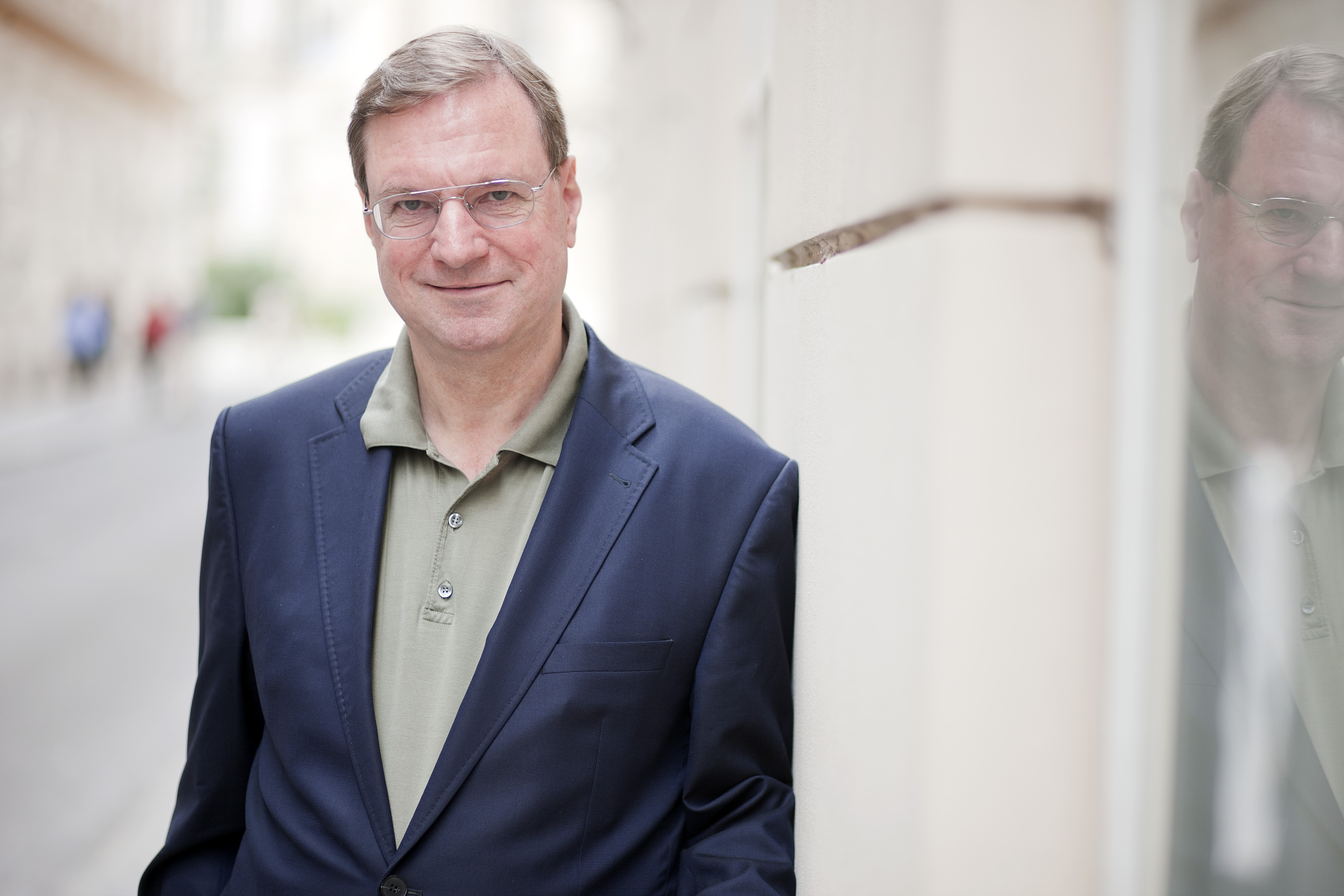
Robert Sedlaczek (2014)

Robert Sedlaczek (* 2. April 1952 in Wien) ist ein österreichischer Journalist und Sachbuchautor. Er ist vor allem durch seine Werke über Aspekte der deutschen Sprache und über das Wienerische bekannt. Daneben verfasst er Bücher und Beiträge zu kulturgeschichtlichen Themen. In seiner Publikation Die Tante Jolesch und ihre Zeit. Eine Recherche hat er die wahre Geschichte von Personen in Friedrich Torbergs Buch Die Tante Jolesch nachgezeichnet, einer jüdischen Industriellenfamilie aus Iglau sowie dem Rechtsanwalt Hugo Sperber.

## Leben
Robert Sedlaczek studierte in Wien Germanistik, Anglistik und Publizistik und erwarb sich den Grad Doktor der Philosophie. Von 1973 bis 1978 war er als Redakteur der Nachrichtenagentur United Press International tätig. Nach einer Tätigkeit als freier Journalist, unter anderem beim Magazin Extrablatt, wurde er 1980 Pressesprecher des österreichischen Bundeskanzlers Bruno Kreisky, später von Ferdinand Lacina. Von 1986 bis 1990 war er Mitglied im Kuratorium des ORF, von 1989 bis 2003 Geschäftsführer des Österreichischen Bundesverlages. Von 2005 bis zur Einstellung deren gedruckten Ausgabe Ende Juli 2023 war er als Kolumnist im Feuilletonteil der Wiener Zeitung tätig, danach gründete er in Fortsetzung seiner wöchentlichen Sprachglosse die Website sprachblog.at. Von 2009 bis 2020 verfasst er für das Branchenmagazin Der österreichische Journalist die Rubrik „Deutsch für Journalisten“. Er publizierte Bücher im Innsbrucker Haymon Verlag und in dessen Tochtergesellschaft Michael Wagner Verlag, in der Edition Atelier, Wien, im Amalthea Signum Verlag und im Ueberreuter Verlag, Wien.
Sedlaczek war seit 1988 mit Melita Sedlaczek († 2022) verheiratet, die ihn auch als Koautorin seiner Bücher unterstützte, und hat mit Roberta Baron eine Stieftochter, die er an Kindes statt angenommen hat und die am Großen Wörterbuch des Wienerischen mitarbeitete. Sedlaczek lebt in Wien und Neulengbach, einer Stadt am westlichen Rand des Wienerwaldes.
1994 erhielt Sedlaczek mit dem Koautor Werner Schima den Steinfederpreis für Weinpublizistik der Vinea Wachau Nobilis Districtus für den damals mehrfach aufgelegten Österreich-Weinführer Unser Wein.

## Tabuwörter der deutschen Sprache
In seinem Buch Das unanständige Lexikon. Tabuwörter der deutschen Sprache und ihre Herkunft, gemeinsam verfasst mit Christoph Winder, dem langjährigen Feuilletonchef der Wiener Tageszeitung Der Standard, dokumentiert er die große regionale Vielfalt dieser Wörter, vom Plattdeutschen bis zum Bairischen. Das Wörterbuch enthält Angaben zur Etymologie dieser Ausdrücke sowie Belegstellen aus dem gesamten deutschen Sprachraum, und zwar aus Volksliedern, Schüttelreimen, Kabarettprogrammen, Internetquellen, Zeitungen und literarischen Werken. In einem einleitenden Essay analysieren die Autoren Funktion und Wortbildungsmuster der Tabuwörter.

## Österreichisches Deutsch
Sedlaczek widmet sich außerdem der Erforschung und Beschreibung der deutschen Sprache unter besonderer Berücksichtigung des Sprachwandels sowie österreichischer Besonderheiten.
Das Wörterbuch der Alltagssprache Österreichs dokumentiert mit mehr als 2.500 Eintragungen jenen Wortschatz, der in der Alltagskommunikation verwendet wird. Beispielhaft werden auch Wörter aus allen Mundarten Österreichs dokumentiert. Das Wörterbuch des Wienerischen ist mit rund 3.000 Wörtern wesentlich umfangreicher, enthält allerdings nur jene Wörter, die als Teil des Wienerischen Wortschatzes Geltung haben.
Beide Bücher belegen die Wörter mit Zitaten aus Filmen, Schlagern, Kabarettprogrammen etc. Außerdem enthalten sie genaue etymologische Angaben. 
In seinem Buch Wenn ist nicht würdelos. Rot-weiß-rote Markierungen durch das Dickicht der Sprache beleuchtet Sedlaczek Streitfälle der Rechtschreibung, der Grammatik und der Stilistik aus österreichischer Sicht. Er zeigt auf, wo Journalisten kapitale Fehler machen, und er erläutert, wie diese Fehler vermieden werden können. Sedlaczek kritisiert den Autor Bastian Sick wegen seiner strikt normativen Sichtweise. Manche Regeln, deren Einhaltung Sick verlangt, seien von den Grammatikern schon längst über Bord geworfen worden. Im Gegensatz dazu verfolgt er selbst einen deskriptiven Ansatz und beschreibt, wie sich die Regeln der Sprache ändern, wobei auch nationale und regionale Gepflogenheiten eine große Rolle spielen. Er sieht sich laut Eigendefinition nicht als „Sprachpolizist“, sondern als „Sprachbeobachter“.
Die Unterschiede zwischen dem österreichischen und dem deutschen Wortschatz werden in seinem Buch Das österreichische Deutsch beleuchtet. Es gilt als populärwissenschaftliches Standardwerk zu diesem Thema.
Das Kleine Handbuch der bedrohten Wörter Österreichs handelt vom Eindringen norddeutscher und angloamerikanischer Ausdrücke in den Sprachgebrauch der Österreicher. In rund 50 Beiträgen beschreibt der Autor beispielhaft die Rivalität zwischen Wörtern mit ähnlicher Bedeutung, aber unterschiedlicher Herkunft.

## Zusammenarbeit mit dem Illustrator Martin Czapka
Seit 2016 arbeitet Robert Sedlaczek mit dem Illustrator Martin Czapka zusammen, der in Wien ein Atelier für Werbung betreibt. Martin Czapka illustrierte die bei Amalthea erschienenen Bücher Österreichisch für Anfänger, Österreich für Fortgeschrittene und Österreichisch fia Fuaßboifäns, außerdem die bei Ferd. Piatnik & Söhne erschienenen Quizspiele Das neue Österreich Quiz und Challenge Austria.

## Engagement für Tarock
Sedlaczek ist ein Förderer der Tarockspiele. Das große Tarock-Buch, mit Wolfgang Mayr und Roland Kronigl verfasst, und Die Strategie des Tarockspiels, mit Wolfgang Mayr verfasst, können als deutschsprachige Standardwerke zu dieser Kartenspielgruppe angesehen werden. Gemeinsam mit Wolfgang Mayr begründete er 2003 den Wiener Tarockcup in der Variante Königrufen und initiierte ein Finale der österreichischen Turnierserien, das jährlich im Casino Linz ausgetragen wird. Sedlaczek ist auch Hauptinitiator der Wiedereinführung von Ungarischem Tarock in Österreich. In seinen Tarockkolumnen in der Wiener Zeitung gab er von 2005 bis 2018 gemeinsam mit Wolfgang Mayr Taktiktipps für die in Österreich gängigen Tarockvarianten; eine ähnliche Serie verfasst er (zeitweise mit seiner Frau Melita) für das Oberösterreichische Volksblatt. Die neueste Publikation zum Thema ist die mit Wolfgang Mayr herausgegebene Kulturgeschichte des Tarockspiels. Geschichten über Tarock und seine berühmten Spieler.

## Werke
- Das große Wörterbuch des Wienerischen. Die Herkunft der Wörter und ihre richtige Aussprache. Mit mehr als 10.000 Stichwörtern und zahlreichen Belegstellen. In Zusammenarbeit mit Roberta Baron. Michael Wagner Verlag, Innsbruck 2023, ISBN 978-3-7107-6800-2.
- Sprachwitze. Die Formen. Die Techniken. Die jüdischen Wurzeln. Haymon, 2020, ISBN 978-3-7099-3494-4.
- Österreichisch für Fortgeschrittene. Ein heiteres Lexikon in Zusammenarbeit mit Melita Sedlaczek. Illustriert von Martin Czapka. Amalthea, Wien 2018, ISBN 978-3-99050-118-4.
- Österreichisch für Anfänger. Ein heiteres Lexikon in Zusammenarbeit mit Melita Sedlaczek. Illustriert von Martin Czapka. Amalthea, Wien 2017, ISBN 978-3-903083-61-5.
- Österreichisch fia Fuaßboifäns. Ein heiteres Lexikon in Zusammenarbeit mit Melita Sedlaczek. Illustriert von Martin Czapka. Amalthea, Wien 2016, ISBN 978-3-99050-038-5.
- Das Wörterbuch der Südtiroler Mundarten (mit Hans Moser). Haymon, Innsbruck-Wien 2015, ISBN 978-3-7099-7838-2.
- Die Kulturgeschichte des Tarockspiels. Geschichten über Tarock und seine berühmten Spieler (mit Wolfgang Mayr). Edition Atelier, Wien 2015, ISBN 978-3-903005-11-2.
- Das unanständige Lexikon. Tabuwörter der deutschen Sprache und ihre Herkunft (mit Christoph Winder). Haymon-Verlag, Innsbruck 2014, ISBN 978-3-7099-7136-9.
- Die Tante Jolesch und ihre Zeit. Eine Recherche (mit Melita Sedlaczek und Wolfgang Mayr). Haymon-Verlag, Innsbruck 2013, ISBN 978-3-7099-7069-0.
- Das Radio-Tirol-Wörterbuch der Tiroler Mundarten (Koautor von Hans Moser). Haymon-Taschenbuchverlag, Innsbruck 2013, ISBN 978-3-85218-948-2.
- Wiener Wortgeschichten. Von Pflasterhirschen und Winterschwalben (gelesen von Christian Spatzek, Robert Sedlaczek und Reinhard Badegruber). edition-o im Verlagsbüro Schwarzer, Wien 2013, ISBN 978-3-99022-077-1.
- Wiener Wortgeschichten. Von Pflasterhirschen und Winterschwalben (mit Melita Sedlaczek und Reinhard Badegruber). Haymon-Verlag, Innsbruck 2012, ISBN 978-3-7099-7017-1.
- Wörterbuch des Wienerischen (mit Melita Sedlaczek). Haymon Taschenbuchverlag, 2011, ISBN 978-3-85218-891-1.
- Wörterbuch der Alltagssprache Österreichs (mit Melita Sedlaczek). Haymon Taschenbuchverlag, 2011, ISBN 978-3-85218-873-7.
- Wenn ist nicht würdelos. Rot-weiß-rote Markierungen durch das Dickicht der Sprache (mit Melita Sedlaczek). Ueberreuter 2010, ISBN 978-3-8000-7463-1.
- Kleines Handbuch der bedrohten Wörter Österreichs (mit Melita Sedlaczek). Ueberreuter 2007, ISBN 978-3-8000-7320-7.
- Leet & Leiwand. Das Lexikon der Jugendsprache: Mehr als 250 Ausdrücke und Redensarten (mit Roberta Baron). Echomedia 2005, ISBN 978-3-901761-49-2.
- Das österreichische Deutsch (mit Melita Sedlaczek). Ueberreuter, 2004, ISBN 978-3-8000-7075-6; Haymon Verlag, 2014, ISBN 978-3-7099-7168-0.
- Lexikon der Sprachirrtümer Österreichs (mit Sigmar Grüner). Deuticke 2003, ISBN 978-3-216-40714-6.
- Das große Tarock-Buch (mit Wolfgang Mayr und Roland Kronigl). Edition Atelier 2001, ISBN 978-3-902498-25-0.
- Die Strategie des Tarockspiels (mit Wolfgang Mayr). Edition Atelier 2008, 4. erweiterte Auflage 2014, ISBN 978-3-902498-22-9.
- Österreich für Feinschmecker. Das kulinarische Jahrbuch (Hrsg. mit Christoph Wagner). Deuticke, 1994, ISBN 3-216-30106-0; 1995, ISBN 3-216-30155-9; 1996, ISBN 3-216-30248-2.